# High Stakes (film 1918)
High Stakes è un film muto del 1918 diretto da Arthur Hoyt sotto la supervisione di H.O. Davis. La sceneggiatura si basa sul racconto omonimo di Andrew Soutar pubblicato sul Red Book Magazine nell'ottobre 1917.

## Trama
Scotland Yard assegna all'ispettore Culvert il caso del clamoroso furto di alcuni famosi gioielli rubati al Kensington Museum. Culvert sospetta - a ragione - di Ralph Stanning, un noto ladro gentiluomo, ma non riesce a trovare le prove sufficienti per inchiodarlo. Stanning, un giorno, salva una giovane donna che vuole suicidarsi. Se ne innamora e la sposa, portandola a vivere in un villaggio della campagna inglese. Per lei, Stanning rinuncia alla sua pericolosa professione e si trova un lavoro onesto senza, però, convincere il sospettoso Culvert che dubita del fatto che lui abbia effettivamente cambiato vita. L'ispettore, anzi, gli attribuisce un nuovo furto, quello di una preziosa collana di perle sparite dalla casa di Lady Alice. L'ex ladro sta per essere arrestato quando, con grande imbarazzo, Lady Alicia annuncia che le perle sono state ritrovate in una scucitura del divano. Finalmente Scotland Yard decide di lasciare in pace l'ex ladro che ritorna a casa dalla moglie e dal loro bambino.

## Produzione
Il film fu prodotto dalla Triangle Film Corporation.

## Distribuzione
Distribuito dalla Triangle Distributing, il film - della lunghezza di cinque rulli - uscì nelle sale cinematografiche statunitensi il 26 maggio 1918.